# Diocèse de Dromore
Le diocèse de Dromore (irlandais: Druim Mor ; Uí Echahch latin: Dromorensis) est un diocèse suffragant de l'archidiocèse d'Armagh en Irlande du Nord, constitué selon la tradition en 514 sous forme d'un monastère dirigé par des abbés-évêques.

## Histoire
Le diocèse correspond au royaume irlandais des Uí Echach Coba semble avoir en réalité  été établi lors d'un synode tenu à Dublin en 1192 par le légat du pape Muirges Ua hÉnna archevêque de Cashel. Le premier évêque connu est un certain Ua Ruanada qui occupe le siège en 1197. Il a comme successeur le 15 avril 1227 Geraldus moine cistercien de l'abbaye de Mellifont.   

## Abus sexuels

### Terence Rafferty
En 2011, les abus sexuels du curé de Donaghmore, Terence Rafferty, sont signalés au diocèse. Entre décembre 2000 et janvier 2002, il aurait commis plusieurs attentats à pudeur sur un jeune fille mineure. Le diocèse le suspend immédiatement et en informe immédiatement les autorités.
En 2012, le prêtre est reconnu coupable de quatre chefs d'accusation d'attentat à la pudeur, ainsi que de cinq autres délits mineurs.

### Malachy Finnegan
Malachy Finnegan est un prêtre catholique accusé d'avoir abusé sexuellement des enfants dans le diocèse de Dromore pendant plus de quarante ans. Il meurt en 2002 sans jamais avoir été inquiété par la police ou sa hiérarchie alors que ses agissements étaient connus.
En 2022, une victime reçoit 30 000 £ de dommages et intérêts pour les abus de Finnegan, tandis qu'un autre survivant a obtenu un règlement de 400 000 £.
La même année, une bataille juridique se déclenche quand une victime perd un recours auprès de la Haute Cour pour déterminer si Finnegan était un indicateur de police, ce qui expliquerait qu'il a pu agir en toute impunité.
En décembre 2023, c'est 500 000 £ que reçoit une troisième victime. Selon les documents du tribunal, alors qu'il était encore écolier et pendant cinq ans, il avait été agressé sexuellement dans plusieurs d'endroits, dont la sacristie, la salle des prêtres et même la chapelle des religieuses.

#### Répercussions sur le diocèse
Après sa mort, les actions de Finnegan suscitent toujours des controverses et des poursuites judiciaires, y compris au sein de la hiérarchie du diocèse.
En 2000, John McAreavey (en), évêque de Dromore depuis 1999, célèbre une messe aux côtés de Finnegan, alors qu'il savait déjà que celui-ci était un pédophile et que de très graves allégations criminelles avaient été portées à son encontre.
En 2002, McAreavey célèbre la messe funéraire de Malachy Finegan à Warrenpoint.
Le 1er mars 2018, John McAreavey démissionne de son poste d'évêque de Dromore, avec effet immédiat, au milieu d'une controverse concernant la connaissance qui avait des agissements de Finnegan et sa passivité.
Le pape François accepte sa démission le 26 mars 2018 et Philip Boyce est nommé administrateur apostolique. Le 15 avril 2019, François nomme Eamon Martin, l'archevêque d'Armagh, comme administrateur apostolique du diocèse.